# ایکوسابورو یامازاکی
ایکوسابورو یامازاکی (انگلیسی: Ikusaburo Yamazaki؛ زادهٔ ۱۸ ژانویهٔ ۱۹۸۶) بازیگر، خواننده، و بازیگر تلویزیون اهل ژاپن است. وی از سال ۱۹۹۸ میلادی تاکنون مشغول فعالیت بوده‌است.